# Stoichiometrie

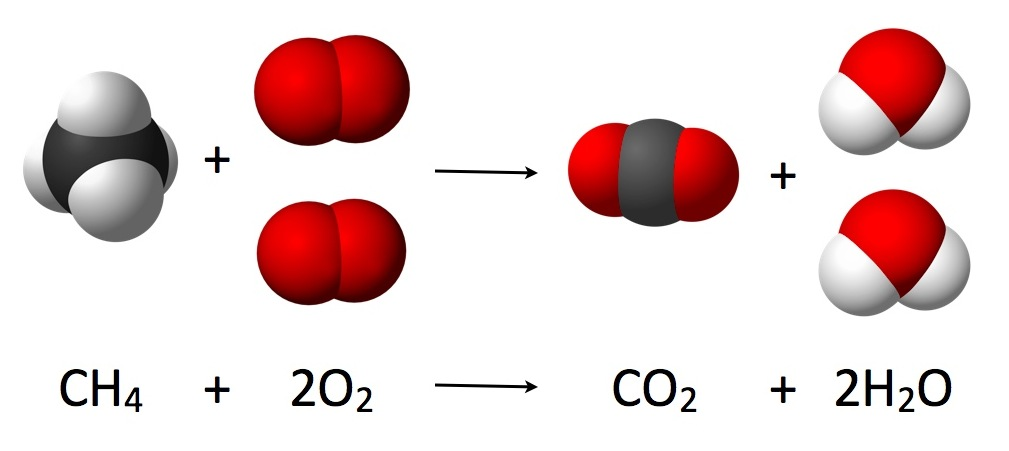
Volledige verbranding van methaan

Stoichiometrie of, verouderd, stechiometrie, (Oudgrieks: στοιχεῖον, stoicheion, element, en μέτρον, metron, maat) is een chemische term die meestal duidt op de verhouding waarin stoffen met elkaar reageren en waarin producten gevormd worden tijdens een chemische reactie. Stoichiometrische berekeningen kunnen zowel betrekking hebben op de stofhoeveelheden (in mol), als op de massa's of de volumes van de bij de reactie betrokken stoffen. Begrippen als limiterend reagens, overmaat, equivalentiepunt en rendement worden ook tot de stoichiometrie gerekend. 
Bij de volledige verbranding van methaan wordt per molecule CH4 precies twee moleculen zuurstof verbruikt, en er worden bij die reactie precies één molecuul koolstofdioxide en twee moleculen water gevormd:
{\displaystyle \mathrm {CH_{4}} +2\,\mathrm {O_{2}} \longrightarrow \mathrm {CO_{2}} +2\,\mathrm {H_{2}O} }
De stoichiometrie drukt alleen de molverhoudingen van de stoffen uit die bij de reactie zijn betrokken, het zegt niets over het reactiemechanisme.  
In een tweede betekenis duidt het woord stoichiometrie op de verhoudingen van het aantal atomen in een verhoudingsformule. Zo zegt men bijvoorbeeld dat CO en CO2 een verschillende stoichiometrie hebben. De twee betekenissen zijn uiteraard verwant. Beide producten ontstaan immers door en koolstof en zuurstofgas in een verschillende verhouding te laten reageren. 
Antoine Lavoisier was de ontdekker van de stoichiometrie en de wet van behoud van massa die ermee verband houdt. Hij was de eerste scheikundige die de stoichiometrie van reacties onderzocht.

## Balanceren van een reactievergelijking
De stoichiometrische coëfficiënten in de reactievergelijking kunnen bepaald worden door ofwel verschillende getallen uit te proberen tot de vergelijking klopt, of door een aantal basisregels toe te passen, die in de meeste chemische handboeken te vinden zijn. Beide methoden zijn echter vrij tijdrovend en vaak inefficiënt. Een efficiënte en systematische manier is gebruik te maken van een stelsel van vergelijkingen. De vergelijkingen zijn gebaseerd op
- de wet van behoud van massa
- de wet van de multipele proporties
- de wet van Proust.
- de wet van behoud van elektrische lading

Voor bijvoorbeeld de vormingsreactie van natriumcyanide uit natriumcarbonaat, koolstof en stikstofgas geldt algemeen:
{\displaystyle a\,\mathrm {Na_{2}CO_{3}} +b\,\mathrm {C} +c\,\mathrm {N_{2}} \longrightarrow d\,\mathrm {NaCN} +e\,\mathrm {CO_{2}} }
Voor de onbekende coëfficiënten {\displaystyle a,b,c,d,e} kunnen vergelijkingen bepaald worden, omdat voor elk chemisch element dat bij de reactie is betrokken, het aantal atomen links van de pijl gelijk moet zijn aan het aantal atomen rechts van de pijl. Voor natrium moeten de {\displaystyle 2a} natriumatomen links gelijk zijn aan de {\displaystyle d} natriumatomen rechts, dus {\displaystyle 2a=d}. Wanneer dit voor elke element uit de reactievergelijking gedaan wordt, levert dit het volgende stelsel S van lineaire vergelijkingen op:
{\displaystyle S\ \leftrightarrow \ {\begin{cases}{\mbox{Na}}&\implies 2a=d\\{\mbox{C}}&\implies a+b=d+e\\{\mbox{O}}&\implies 3a=2e\\{\mbox{N}}&\implies 2c=d\\\end{cases}}}
Dit stelsel bestaat uit 4 vergelijkingen en 5 onbekenden. Door een van de onbekenden een waarde te geven kan het stelsel opgelost worden door middel van substitutie. De oplossing is op een gemeenschappelijke factor na eenduidig bepaald. Met bijvoorbeeld {\displaystyle a=2} valt vanaf daar de rest uit te rekenen: {\displaystyle d=4}, {\displaystyle e=3}, {\displaystyle c=2} en {\displaystyle b=5}.
Bij de keuze {\displaystyle a=1} zouden ook de andere coëfficiënten half zo klein zijn: {\displaystyle d=2}, {\displaystyle e=3/2}, {\displaystyle c=1} en {\displaystyle b=5/2}. Omdat de coëfficiënten bij voorkeur gehele getallen zijn, moeten alle nog met een factor vermenigvuldigd worden. Door alle met de factor 2 te vermenigvuldigen, ontstaat weer de eerste oplossing. Natuurlijk zou men ook met een factor 4, 6, 8, … kunnen vermenigvuldigen om een oplossing met gehele getallen te krijgen. Afspraak is echter dat de coëfficiënten zo eenvoudig mogelijk moeten zijn en geen gemeenschappelijke factor mogen bevatten.
De reactievergelijking wordt dus:
{\displaystyle 2\,\mathrm {Na_{2}CO_{3}} +5\,\mathrm {C} +2\,\mathrm {N_{2}} \longrightarrow 4\,\mathrm {NaCN} +3\,\mathrm {CO_{2}} }

## Stoichiometrische berekening
Wanneer door de reactie
{\displaystyle \mathrm {CH_{4}} +2\,\mathrm {O_{2}} \longrightarrow \mathrm {CO_{2}} +2\,\mathrm {H_{2}O} }
de hoeveelheid methaan met {\displaystyle \Delta n} vermindert, dan zal er volgens de stoichiometrie van de reactievergelijking – zoals uitgedrukt aan de hand van de voorgetallen – de hoeveelheid zuurstofgas met de dubbele hoeveelheid {\displaystyle 2\Delta n} afnemen. Per mol methaan dat reageert, wordt er 1 mol koolstofdioxide gevormd, en 2 mol water. De hoeveelheid van de producten CO2 en H2O zal toenemen met resp. {\displaystyle \Delta n} en {\displaystyle 2\Delta n}. 
Stel dat er aanvankelijk 1 mol van beide beginstoffen is, en geen eindproduct, dan geldt er:
{\displaystyle {\begin{cases}n(\mathrm {CH_{4}} )&=1\ \mathrm {mol} -\Delta n\\n(\mathrm {O_{2}} )&=1\ \mathrm {mol} -2\Delta n\\n(\mathrm {CO_{2}} )&=\Delta n\\n(\mathrm {H_{2}O} )&=2\Delta n\end{cases}}}
De waarde van {\displaystyle \Delta n} is gelijk 0 bij start van de reactie, en neemt toe wanneer de reactie vordert. Wanneer {\displaystyle \Delta n=0{,}5\ \mathrm {mol} } bereikt is, bedragen alle hoeveelheden:
{\displaystyle {\begin{cases}n(\mathrm {CH_{4}} )&=0{,}5\ \mathrm {mol} \\n(\mathrm {O_{2}} )&=0\ \mathrm {mol} \\n(\mathrm {CO_{2}} )&=0{,}5\ \mathrm {mol} \\n(\mathrm {H_{2}O} )&=1\ \mathrm {mol} \end{cases}}}
De reactie is op dat punt afgelopen, want als {\displaystyle \Delta n} nog hoger zou worden, wordt de hoeveelheid O2 negatief, wat fysisch onmogelijk is. In dit voorbeeld is zuurstofgas dus het beperkend reagens, en is methaan in overmaat. 
In de fysische chemie wordt de stoichiometrie van een reactie algemeen uitgedrukt via de vorderingsgraad {\displaystyle \xi }
{\displaystyle \mathrm {d} \xi ={\frac {\mathrm {d} n_{i}}{\nu _{i}}}}
waarbij {\displaystyle \nu } de stoichiometrische coëfficiënt is. Dit laat een theoretische beschrijving van een chemische reactie toe, en biedt een erg praktische manier om de stofhoeveelheden te berekenen wanneer meerdere reacties tegelijk optreden.

## Websites
- (en)  Stoichiometry An Excel Add-In for chemistry calculations. berekenen van molecuulgewichten, reactiecoëfficiënten, stoichiometrie, en meer in Microsoft Excel